# Divergence fonctionnelle

Illustration de la divergence fonctionnelle à la suite d'événements de duplication.

La divergence fonctionnelle est le processus par lequel les gènes, à la suite d'une duplication génique, changent de fonction par rapport à celle qu'ils possédaient avant. Cette divergence fonctionnelle peut entraîner soit la sous-fonctionnalisation, dans laquelle un paralogue se spécialise dans l'une des multiples fonctions ancestrales, soit la néofonctionnalisation, dans laquelle une capacité fonctionnelle totalement nouvelle subit un processus évolutif. On pense que ce processus de duplication génique et de divergence fonctionnelle est un initiateur majeur de l'innovation moléculaire, et a produit la plupart des grandes familles de protéines qui existent aujourd'hui,.
La divergence fonctionnelle n'est qu'une des issues possibles des événements de duplication génique. D'autres issues incluent la non-fonctionnalisation, dans laquelle l'un des paralogues acquiert des mutations délétères et devient un pseudogène, ainsi que la superfonctionnalisation (renforcement), dans laquelle les deux paralogues conservent la fonction originelle. Alors que les événements de duplication de gènes, chromosomes ou génomes entiers sont considérés comme sources canoniques de divergence fonctionnelle des paralogues, les orthologues (gènes issus d'événements de spéciation) peuvent aussi subir une divergence fonctionnelle,,,, et un transfert horizontal de gènes peuvent également amener à de multiples copies d'un gène dans un génome, laissant la possibilité à une divergence fonctionnelle d'émerger.
De nombreuses familles de protéines bien connues sont le résultat d'un tel processus, comme l'événement ancestral de duplication génique ayant amené à la divergence de l'hémoglobine et la myoglobine, ou encore les événements de duplication les plus récents ayant amené aux diverses expansions de sous-unités (alpha et beta) des hémoglobines de vertébrés, ou enfin l'expansion des sous-unités alpha de la protéine G.